# Geografía de la provincia de Santa Fe
La Geografía de Santa Fe es muy variada al igual que muchas Provincias de Argentina.

## Geografía

### Bajos submeridionales
Se denomina bajos submeridionales a una región extensa de tierras bajas y anegadizas que abarca parte del norte de la provincia de Santa Fe y sur de la provincia del Chaco, dentro de la Cuña Boscosa y el Dorso Occidental Subhúmedo, de la llanura chaqueña argentina, cubriendo aproximadamente unas 8.000.000 ha.
Hoy resulta difícil imaginar que la parte correspondiente a la provincia de Santa Fe de estos Bajos Submeridionales, era un humedal. Sin embargo, hasta hace no muchos años esa era una zona muy rica en flora y fauna y muchas de las tierras eran inundables.

### Formación Ituzaingó
La Formación Ituzaingó es una formación geológica que se extiende por parte del Litoral argentino y el sur del Paraguay, se compone mayormente de arenisca entre fina y media, y es el principal acuífero de la provincia de Entre Ríos, Argentina; fue también mencionada por otros nombres como asperón de Corrientes, Formación Entre Ríos o Puelchense, pero es el nombre de Ituzaingó el que se impuso desde su primera utilización en 1953.

### Sismicidad
La provincia responde a las subfallas «del río Paraná», y «del río de la Plata», y a la falla de «Punta del Este», con sismicidad baja. Sus últimas expresiones se produjeron además del sismo de 1948, el 5 de junio de 1888 (136 años), a las 3.20 UTC-3, con una magnitud aproximadamente de 5,0 en la escala de Richter (terremoto del Río de la Plata de 1888).
Las Defensa Civil provincial y municipales deben advertir sobre escuchar y obedecer acerca de
Área de
- Tormentas severas, poco periódicas, con Alerta Meteorológico
- Baja sismicidad, con silencio sísmico por la «subfalla del río de la Plata» de 136 años; y de 77 años para la «subfalla del río Paraná»

### Hidrografía

#### Ríos
- Río Paraná: es un río de América del Sur que atraviesa la mitad sur del subcontinente y forma parte de la extensa cuenca combinada del Plata.

Esta cuenca recoge las aguas de la mayoría de los ríos del sur del subcontinente, como el Paraná, el Paraguay, el Uruguay, sus afluentes y diversos humedales, como el Pantanal. Es la segunda cuenca más extensa de Sudamérica, sólo superada por la del río Amazonas.
La unión de los ríos Paraná y Uruguay forman el estuario denominado Río de la Plata, donde el Paraná desemboca en un delta en constante crecimiento, producto de los sedimentos que aportan, principalmente, los ríos Paraguay y Bermejo. Paraná es el apócope de la expresión "para rehe onáva" que en idioma guaraní significa "pariente del mar" o "agua que se mezcla con el mar".
- Río Carcaraña: es un curso de agua argentino que nace en la provincia de Córdoba por la confluencia de los río Tercero (del cual es directa continuación) y Saladillo (nombre del curso inferior del río Cuarto).

- Arroyo El Rey: es un arroyo de la Provincia de Santa Fe. Nace en la cañadas Ombú, la Morocha y del Rey, todas en la provincia de Santa Fe cercanas a la localidad de Moussy y recorre 50 km hasta su desembocadura en el riacho San Jerónimo, un brazo del Río Paraná.

- Río Salado: (o también Salado del Norte o Juramento) es un importante curso fluvial del centro norte de Argentina, perteneciente al complejo hídrico de la Cuenca del Plata. Tiene una longitud de 2.210 km (con sus fuentes, 2.355 km), y drena una amplia cuenca de 124.199 km², similar a Grecia, Nicaragua, Corea del Norte o Eritrea

- Río San Javier: es un curso de agua, catalogado como río, en la provincia de Santa Fe, Argentina. Nace como un brazo del río Paraná opuesto a Goya, Corrientes, al este de la ciudad de Reconquista, provincia de Santa Fe, fluyendo rumbo sur-sudoeste, paralelo al Paraná, a lo largo del ancho valle de inundación. Pasa por San Javier, Helvecia, y desemboca cerca de Santa Fe, la capital provincial. Este río conocido también como río Quiloazas, fue la causa del abandono del sitio inicial de la capital provincial en Cayastá, 85 km aguas arriba del sitio actual, debido a la erosión (que aún causa) sobre las barrancas donde la ciudad se construyó.

- Río Tapenagá: (tape, "camino", y naga, "almas") es un curso de agua de la República Argentina que en su mayor parte se encuentra en la provincia del Chaco y su curso inferior en la provincia de Santa Fe.

Su recorrido se hace entre montes verdes y húmedos como así entre jacintos e irupés. Alimentado por las aguas de las lluvias de los Bajos Submeridionales y por la gran humedad de la región su agua es límpida y bien dulce. Hay muchas cabañas que hacen ecoturismo por la llamada línea Tapenagá y es cruzado por puentes de algarrobos y quebrachos que datan de más de 100 años. Su longitud es de 300 km y desemboca en el Río Paraná.
Otros ríos importantes son Colastiné, Santa Fe, Coronda, etc.

#### Lagunas
- Laguna La Picasa: es una laguna compartida por dos provincias argentinas: el extremo medio inferior occidental de la provincia de Santa Fe, y el extremo noroccidental de la provincia de Buenos Aires (Partido de General Pinto).

Posee unos 300 km², y una cuenca endorreica (conformada por infinidad de lagunas y bañados) de 5500 km², que abarca también el extremo sudoriental de la provincia de Córdoba.
La laguna La Picasa se encuentra aproximadamente entre 34°19′00″S 62°23′00″O / -34.31667, -62.38333 y 34°22′00″S 62°9′00″O / -34.36667, -62.15000.
- Laguna Melincué: es un lago endorreico, al sur de la provincia de Santa Fe, Argentina, en el Departamento General López, muy cerca de la localidad cabecera de Melincué, a aproximadamente

33°42′24″S 61°29′4″O / -33.70667, -61.48444; sobre un área de alrededor de 120 km², con un "pelo de agua" a 86 m s. n. m. (circa 2003).
El lago forma parte de un ecosistema de humedal, con grandes poblaciones de patos y otras aves, protegidas como una reserva natural. En épocas de sequía el lago se hace salino.
Desde siempre, el nivel de agua de la Laguna Melincué ha estado variando considerablemente, afectando con inundaciones el hinterland, y muchas veces afectando la economía de poblaciones cercanas y el mantenimiento de los caminos. De acuerdo a un estudio de la Facultad de Ciencias Exactas, Ingeniería y Agrimensura (UNR) de la Universidad Nacional de Rosario, en 1968 el nivel era 82,5 m, más de 3 m por debajo de lo normal. En 1998–2000 el gobierno provincial creó un Área Estratégica de Planificación del Ambiente, en los distritos Melincué, Carreras, Hughes, Elortondo y Labordeboy, con el objetivo de promover su desarrollo sostenible, pero las acciones concretas no se materializaron.
- Laguna Setubal: (o laguna Guadalupe) es un accidente hidrográfico que se encuentra en cercanías de la ciudad de Santa Fe, en la provincia homónima (Argentina).

- Laguna La Soraida: es un lago endorreico, al sur de la provincia de Santa Fe, Argentina, en el Departamento General López, entre Elortondo, Villa Cañás (15 km) y Hughes, a aproximadamente

33°42′S 61°29′O / -33.700, -61.483; sobre 6.000 ha, con un "pelo de agua" a 86 m s. n. m. circa 2003). A 330 km de Rosario; y a 340 km de Buenos Aires por RN 8.
Este espejo de agua tuvo en el "Pulso Climático Seco" (de 1920 a 1973) una cubeta de unos 3 km² y a veces seca. Posiblemente en el anterior "Hemiciclo Húmedo Florentino Ameghino" entre 1870 y 1920 haya alcanzado más de 100 km². En 2007 alcanza unos 75 km² y sigue creciendo. Su profundidad media es de 3,5 m. Está poco eutrofizado, y el agua es de color pardo medio.
La cuenca se alimenta de los excesos de lluvias y no posee emisarios: Sus desbordes pasan al sistema de avenamiento hacia el río Paraná y también desbordan hacia las aguas del río Salado en Junín en la provincia de Buenos Aires.
Se encuentra dentro de una propiedad privada y se cobra un canon para el ingreso. Hay infraestructura mínima. La bajada de embarcaciones es de durmientes de quebracho y se ingresa al espejo por un canal excavado.
Otras lagunas importantes son Laguna El Cristal, Laguna de la Cueva del Tigre (ambas en el Departamento Vera), Laguna La Verde, etc.

## Parque Nacional Islas de Santa Fe

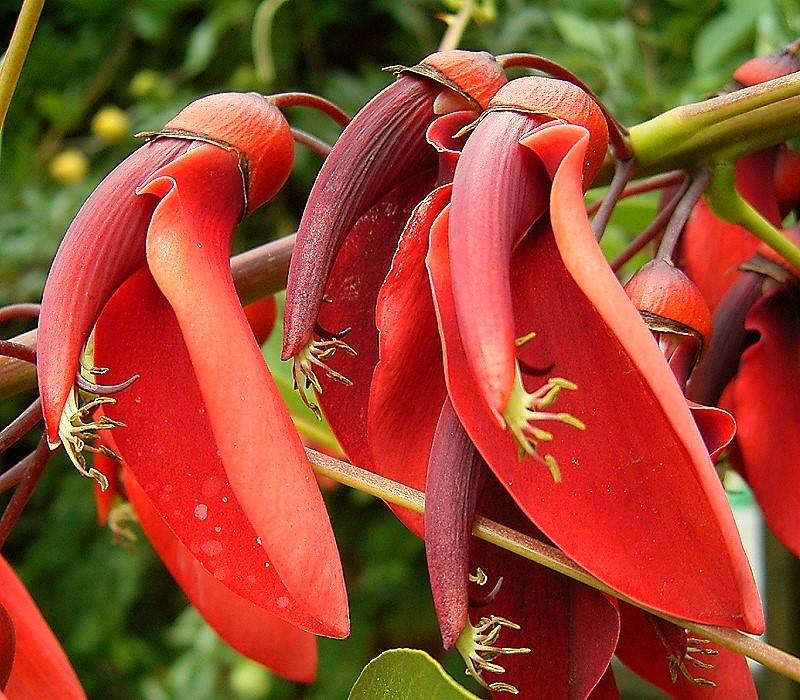
Flor de ceibo.

El Parque Nacional Islas de Santa Fe es un área protegida ubicada en el Departamento San Jerónimo, provincia de Santa Fe, Argentina, ubicada frente a las localidades de San Fabián y Puerto Gaboto, en las coordenadas 32°26′00″S 60°49′00″O / -32.43333, -60.81667, justo en la desembocadura del río Carcarañá en el río Coronda, un brazo del río Paraná. Es una zona ubicada a 50 km al norte de Rosario y a 90 km al sur de la capital provincial. Protege un territorio insular perteneciente a la ecorregión terrestre delta e islas del río Paraná, y a la ecorregión de agua dulce Cuenca baja del Río Paraná.